# Giessen-Preis
Der Giessen-Preis dient der Förderung besonders begabter junger Menschen in den Bereichen Naturwissenschaften und Medizin sowie klassische Musik im Saarland.

## Überblick
Die gemeinnützige Giessen-Stiftung fördert besonders begabte junge Menschen in den Bereichen Naturwissenschaften, Medizin, sowie klassische Musik. Zu diesem Zweck wird jährlich jeweils ein Preis in diesen Kategorien verliehen. Die Preise sind mit insgesamt 50.000 Euro dotiert. Die Preisträger sollen mit diesem Preisgeld an ihren Forschungsprojekten arbeiten. Sie entscheiden eigenverantwortlich über die Verwendung der Forschungsmittel, sollen der Stiftung und der Öffentlichkeit aber berichten, wie sie die Preissumme eingesetzt haben.
Das Stiftungsvermögen wurde von Hans Giessen in die Stiftung eingebracht. Die Stiftung wurde 2017 initiiert; die ersten Preise wurden im Jahr 2018 verliehen. Die Stiftung und der Preis sind nach Hans Giessen und seiner Frau Ruth benannt.

## Kuratorium
- Thomas Duis (* 1958), ehemaliger Rektor der Hochschule für Musik Saar (seit 2018)
- Hanspeter Georgi (* 1942), ehemaliger Minister für Wirtschaft und Arbeit des Saarlandes (seit 2018)
- Volker Linneweber (* 1951), ehemaliger Präsident der Universität des Saarlandes (seit 2018)
- Judith Harrer-Haag (* 1973), Professorin RWTH Aachen (seit 2022)

## Schirmherrschaft und Preisverleihung
In den ersten vier Jahren seit Etablierung des Preises im Jahr 2018 der damalige saarländische Ministerpräsident Tobias Hans die Schirmherrschaft inne. Dabei hat er die Preise in der Regel auch persönlich überreicht beziehungsweise sich von seinem jeweiligen Chef der Staatskanzlei, Jürgen Lennartz (2019) beziehungsweise Henrik Eitel (2020), vertreten lassen. Nach dem Regierungswechsel im Saarland hatte 2022 und 2023 der neue saarländische Wissenschaftsminister Jakob von Weizsäcker die Schirmherrschaft inne und die Preise 2022 auch persönlich überreicht. 2024 hat David Zimmer, der erste Saarländer, der ein Startup als Unicorn monetarisieren konnte, die Funktion übernommen und die Preise übergeben. 2025 folgte der Ex-Tennis-Profi Patrik Kühnen.

## Preisträger
- 2018: Beate M. Schmitt (Medizin) sowie Jonas Stark (Klassische Musik)
- 2019: Judith Becker (Naturwissenschaften) und Ina Meiser (Naturwissenschaften) sowie Lisa Saterdag (Klassische Musik)
- 2020: Charlotte Dahlem (Naturwissenschaften) sowie das ODEON-Trio (heutiger Name: Irida-Trio), bestehend aus Alexander Baier, Johanna Hempen und Oliver Léonard (Klassische Musik)
- 2021: Chantal Denise Bader (Naturwissenschaften) und Caroline Diener (Medizin)
- 2022: Fabia Weiland & Michael Kohlstedt (Naturwissenschaften), Fabian Kern (Medizin) sowie Xuanhan Xu (Klassische Musik)[1]
- 2023: Julian Hövelmann (Medizin) sowie Martina Rommel (Klassische Musik)
- 2024: Kathrin Kattler-Lackes (Naturwissenschaften), Sophie Müller (Medizin) sowie Felipe Santana de Souza (Klassische Musik)
- 2025: Carsten Seyfert (Naturwissenschaften) und Viktoria Wagner (Medizin)[2]